# Deutscher Alpenverein

logo

De Deutscher Alpenverein (DAV) is met ruim een miljoen leden de grootste alpinistenvereniging ter wereld. Het is een overkoepelende organisatie van 356 kleinere lokale verenigingen, secties genaamd. Een aantal grotere van deze secties hebben eigen kantoren en eigen opleidingsprogramma's. De vereniging heeft ook een aparte jeugdafdeling, de Jugend des Deutschen Alpenvereins (JDAV).

## Geschiedenis
De DAV kwam voort uit de op 9 mei 1869 opgerichte Bildungsbürgerliche Bergsteigerverein. De oprichters van de vereniging, onder wie gletsjerpastoor Franz Senn, waren overwegend ontevreden leden van de zeven jaar eerder opgerichte Österreichische Alpenverein (ÖAV). Zij waren van mening dat de toeristische ontsluiting van de Alpen niet alleen moreel en theoretisch ondersteund moest worden, maar dat er ook actief aan gewerkt moest worden door middel van de bouw van berghutten en wegen.
Tussen 1873 en 1938 waren een Duitse, een Oostenrijkse en een Tsjechische tak verbonden in de Deutsche und Österreichische Alpenverein (DuÖAV). In 1938 werd de, toen enkel nog Deutsche Alpenverein (DAV), als "bedrijfschap bergbeklimmen" opgenomen in de Nationalsozialistischer Reichsbund für Leibesübungen (lett. Nationaalsocialistische Rijksbond voor Lichaamsoefening). Deze bond werd echter aan het einde van de Tweede Wereldoorlog opgeheven. In 1945 werd de Österreichische Alpenverein heropgericht. Deze vereniging onderhield trouw tot de heroprichting van de DAV in 1952 diens bezittingen, waaronder de vele berghutten.
In 1992 werd de Alpenvereniging lid van de Duitse sportbond en is nu de vierde grootste sportbond van Duitsland. De DAV is lid van de internationale klim- en bergsportkoepel UIAA.

## Doelstellingen
In het begin was de vereniging vooral bedoeld voor het uitwisselen van ervaringen en voor het ontsluiten van de Alpen door de aanleg van wegen en berghutten. De vereniging heeft circa 310 Alpenverenigingshutten in haar bezit. Al deze hutten zijn toegankelijk voor alpinisten die geen lid zijn van de DAV, maar de verblijfskosten voor leden zijn wel lager. Verder verleent de DAV allerlei diensten aan bergbeklimmers, zoals een verzekering voor ongevallen en redding, informatie over en korting op klimuitrustingen en (digitaal) kaartmateriaal. In de jaren tachtig en negentig zagen steeds meer leden het nut in van natuurbescherming, wat sinds 1994 officieel als doel van de vereniging werd erkend. De ontsluiting van de Alpen is voltooid verklaard, waardoor er geen nieuwe wegen meer worden aangelegd en geen nieuwe Alpenhutten worden gebouwd. Enkel het bestaande bezit wordt in goede staat onderhouden. De vereniging heeft een dochteronderneming, de DAV Summit Club, die bergtochten en expedities op commerciële basis organiseert.